# Erzberg
L'Erzberg (1.466 m s.l.m.) è una montagna delle Alpi dell'Eisenerz nelle Alpi Settentrionali di Stiria. Si trova nella Stiria, nei pressi della cittadina di Eisenerz. La montagna è caratterizzata da una grande miniera di ferro, sfruttata sin dall'XI secolo.
Annualmente vi si svolge una gara motociclistica di Enduro Estremo, di livello mondiale, chiamata Erzberg Hare Scramble a cui partecipano ogni anno circa 2000 motociclisti tra i quali i campioni Jonny Walker, Graham Jarvis, Taddy Blazusiak, Alfredo Gomez e altri.